# Phyllis Starkey
Phyllis Margaret Starkey (de soltera Williams ; nacida el 4 de enero de 1947) es una política del Partido Laborista británico, que fue miembro del Parlamento (MP) de Milton Keynes South West de 1997 a 2010 . Anteriormente se había desempeñado como líder del Ayuntamiento de Oxford .

## Primeros años
Era hija del Dr. John Williams, químico alimentario, y de Catherine Hooson Williams. Asistió a la escuela independiente Perse para niñas en Cambridge y luego obtuvo una licenciatura en Bioquímica en Lady Margaret Hall, Oxford, donde se graduó en 1970.  En 1974, como estudiante de posgrado en Clare Hall, Cambridge, obtuvo el título de Doctora en Filosofía por la Universidad de Cambridge .

## Carrera temprana
Antes de ingresar al Parlamento, la carrera de Starkey se centraba en la investigación biomédica. Sus primeros trabajos con Alan Barrett en la Universidad de Cambridge fueron en el campo de la bioquímica e incluyeron la formulación de la hipótesis trampa de la inhibición de la peptidasa .  De 1974 a 1981 estuvo en el Laboratorio Strangeways  en Cambridge. Posteriormente dirigió un grupo en la Universidad de Oxford que investigaba los problemas del embarazo .  Estuvo en la Escuela de Patología Sir William Dunn en Oxford de 1981 a 1984. Dio clases de Obstetricia en la Universidad de Oxford y fue becaria del Somerville College, Oxford, de 1984 a 1993.Posteriormente, se desempeñó como experta en política científica y tecnológica y bioética para el Consejo de Investigaciones en Biotecnología y Ciencias Biológicas de 1993 a 1997. De 1997 a 1998 fue becaria del St Antony's College de Oxford .Starkey se unió al Partido Laborista en 1974 y se convirtió en concejal del Ayuntamiento de Oxford en 1983.  Ocupó varios cargos en el consejo, incluido el de líder del consejo (1990–93) y presidenta del Comité de Finanzas (1988–90 y 1993–96).

## carrera parlamentaria
Starkey fue seleccionada para presentarse a las elecciones laboristas a través de una lista restringida exclusivamente de mujeres .  Como mujer que entró al Parlamento después de las elecciones generales de 1997, Starkey formó parte del grupo apodado 'The Blair Babes' por los medios del Reino Unido después de una sesión de fotos realizada por el Partido Laborista para mostrar cuántas mujeres parlamentarias había en el nuevo gobierno. Su historial de votaciones parlamentarias demostró que era una firme defensora de la legislación introducida por los gobiernos laboristas, incluidas las ocasionales cuestiones polémicas dentro de su partido. Tales eran sus credenciales blairistas que Ken Livingstone, alcalde laborista de Londres, la apodó "Phyllis Stasi "  

### En los bancos traseros (1997-2001)
Starkey fue miembro del Comité Selecto para la Modernización de la Cámara de los Comunes entre 1997 y 1999,  tiempo durante el cual se introdujeron cambios significativos en los procedimientos parlamentarios, incluido el establecimiento de la cámara de debates del Westminster Hall y el comienzo de modificaciones a horas de sesión del Parlamento para hacerlas más "familiares". En 1998, Starkey destacó la necesidad de un registro nacional de supervisores de puertas ( gorilas ) para proteger la seguridad de los jóvenes mientras van de discotecas, y presentó un proyecto de ley de miembros privados al Parlamento para establecer uno.  Si bien su proyecto de ley no tuvo éxito, el Gobierno quedó convencido de la necesidad de un registro y se incorporó a la Ley de la Industria de la Seguridad Privada de 2001, lo que condujo a la formación de la Autoridad de la Industria de la Seguridad en 2003.Entre 1999 y 2001, Starkey fue miembro del Comité Selecto de Asuntos Exteriores .

### Secretario privado parlamentario (2001-2005)
Después de las elecciones generales de 2001, Starkey fue nombrado posteriormente secretario privado parlamentario (PPS) de los ministros subalternos del Ministerio de Asuntos Exteriores, Denis MacShane y Ben Bradshaw, y de mayo a octubre de 2002 fue PPS de Denis MacShane y Mike O'Brien . En noviembre de 2002 transfirió para convertirse en PPS a Denis MacShane en su nuevo cargo de Ministro de Estado para Europa .

### Presidente del comité selecto (2005-2010)
Después de las elecciones generales de mayo de 2005, Starkey fue nombrado presidente del Comité de la Oficina del Viceprimer Ministro. Tras la reorganización de los departamentos gubernamentales anunciada el 5 de mayo de 2006, el comité pasó a llamarse Comité Selecto de Comunidades y Gobiernos Locales, aunque su función y la mayor parte de sus competencias siguieron siendo las mismas. En 2006, hubo algunos ejemplos notables en los que Starkey se volvió cada vez más crítico con el primer ministro Tony Blair. En marzo utilizó una línea dura de preguntas durante las PMQ sobre las tensiones entre Israel y la Autoridad Palestina,  y en julio, durante una sesión del Comité de Enlace con el Primer Ministro, expresó su preocupación en relación con el trabajo del Gobierno en materia de educación y empleo para las comunidades paquistaníes y bangladesíes de Gran Bretaña. 
En 2007, Starkey, junto con el diputado Jeffrey Donaldson, pidieron una investigación sobre la empresa de servicios militares y de seguridad privada ArmorGroup, que tenía contratos con el gobierno británico para entrenamiento policial en Irak y Afganistán.  También ha presionado al Gobierno para que regule las barras para uñas y prohíba el pegamento químico potencialmente dañino que se utiliza en algunos establecimientos para colocar uñas postizas. 
Starkey se interesó mucho por la situación política en Oriente Medio en su último Parlamento y viajó tanto a Palestina como al Líbano. Su abierta opinión sobre la incursión israelí en el Líbano en 2006 estaba firmemente en desacuerdo con la dirección laborista.  En un cuestionario sorpresa de parlamentarios involucrados en cuestiones de Medio Oriente realizado por el periódico The Sunday Times en 2007, Starkey fue elogiado junto con el parlamentario conservador Andrew Rosindell por obtener la puntuación más alta, con todas las respuestas correctas menos una. 
Starkey se mostró relativamente tranquila ante la investigación del Daily Telegraph sobre el escándalo de gastos de los parlamentarios en 2009,  aunque fue una de los parlamentarios que viajó al extranjero como invitada del British Council, una organización financiada por los contribuyentes, fue objeto de controversia cuando el presidente Michael Martin ocultó información relacionada con la declaración de la hospitalidad brindada.  Starkey dijo que no recordaba si había hablado con el Registrador sobre su viaje, pero opinaba que no tenía que declarar un viaje que efectivamente fue pagado por el Gobierno y el contribuyente; una posición respaldada por el Registro de Intereses de los Miembros de la Cámara de los Comunes. 

### Fracaso
En las elecciones generales de 2010, Starkey se postuló en el escaño rediseñado de Milton Keynes Sur, pero perdió ante el candidato conservador Iain Stewart, a quien había derrotado anteriormente en 2001 y 2005.

## Vida privada
Se casó con Hugh Walton Starkey el 6 de septiembre de 1969. Tienen dos hijas. 

### Noticias
- BBC News – Los parlamentarios se enfrentan a la cisterna 10 de junio de 2008
- BBC News – Solicitud de prohibición del pegamento para uñas postizas en el Reino Unido 30 de diciembre de 2007
- BBC News - MP elogia la 'capital del surf' Newquay 7 de marzo de 2007

- Datos: Q7188628